# Cyclogramma squamaestipes
Cyclogramma squamaestipes är en kärrbräkenväxtart som först beskrevs av C. B. Cl., och fick sitt nu gällande namn av Tag. Cyclogramma squamaestipes ingår i släktet Cyclogramma och familjen Thelypteridaceae. Inga underarter finns listade.